# Sukob niskog intenziteta
Sukob niskog intenziteta je izraz kojim se u zapadnoj vojnoj literaturi opisuju oružani sukobi ili situacije u kojoj neka država ili entitet koristi svoje oružane snage ili vojsku kako bi preuzela ili zadržala nadzor nad svojom teritorijom, ali se pri tome suzdržava od uporabe svih oružja, sredstava i metoda koje joj stoje na raspolaganju, a koje bi bile karakteristične za tzv. konvencionalni rat. Izraz je u obliku operacije niskog intenziteta (low intensity operations) prvi rabio britanski general Frank Kitson kako bi opisao metode kojima je ugušena komunistička pobuna u Malaji 1948-60.
Sukobi niskog intenziteta su karakteristični za situacije kada postoji značajan nesrazmjer u brojnosti i tehničkoj opremljenosti između dviju sukobljenih strana, pri čemu ona slabija nastoji rabiti metode asimetričnog ratovanja kao što su teroristički napadi i gerilska strategija. Jača strana se tome nastoji suprotstaviti tako što protivnike nastoji ne vojnički poraziti u uređenoj bitci, nego postepeno iscrpiti, najčešće kroz uklanjanje podrške koju uživa kod civilnog stanovništva - bilo propagandom, bilo kroz tjeranje u nepristupačna i udaljena područja odakle teško mogu nanositi štetu.
Neke države imaju posebno obučene vojne i paravojne formacije za vođenje sukoba niskog intenziteta, kao što je žandarmerija.